# Isusovačke misije La Santísima Trinidad de Paraná i Jesús de Tavarangue
Isusovačke misije La Santísima Trinidad de Paraná i Jesús de Tavarangue (španjolski za „Svetog Trostva od Parana“ i „Isusa od Tavarangue“) se nalaze u paragvajskoj pokrajini Itapúa i predstavljaju redukcije (reducción), vjerske misije za pokrštavanje i zaštitu indijanaca, koje su osnovali isusovački misionari tijekom kolonizacije Južne Amerike u 17. stoljeću. Ove dvije misije su osnovane 1609. godine i razvijane su sljedećih 150 godina, te se smatraju za najdominantnija djela isusovaca i svjedočanstvo povijesnog bogatstva Paragvaja. Zbog toga su upisane na UNESCO-ov popis mjesta svjetske baštine u Americi 1993. godine.
Ruševine isusovačke misije La Santísima Trinidad de Paraná se nalaze 700 m od izlaza ceste br. 6., na 31 km od grada Encarnacióna, dok se ruševine misije Jesús de Tavarangue nalaze oko 12 km od ovog mjesta.

## Povijest
Alejo García je otkrio Paragvaj 1524. godine i od tada su spori razvoj ovog područja, koliko politički, toliko i društveni i gospodarski, potresali česti sukobi španjolskih osvajača i domorodačkog stanovništva koji su pokušavali sačuvati svoj teritorij. Do 1590-ih u Južnoj Americi su Španjolci zasnovali 10 gradova i 40 kolonija u kojima su domorodci bili prisiljeni biti služinčad (tzv. sustav encomienda). Iako je španjolski kralj donio niz uredbi kako bi zaštitio domorodačko stanovništvo,  nije došlo do potpune njihove provedbe i indijanci su se često bunili protiv svojih kolonizatora. Tek osnutkom misija su se životni uvjeti indijanaca popravili. Prva misija je osnovana u Tucumánu 1586. godine a već 1587. godine, na zahtjev biskupa Asuncióna, Alonsa Guerra, stigli su i u Paragvaj. Isusovci su započeli pokrštavanje izgradnjom samodostatnih naselja ili misija u tadašnjoj pokrajini Guayrá, današnje pokrajine Misiones (Argentina) i Itapúa (Paragvaj), koje su bile gusto naseljene domorodačkim stanovništvom. Isusovci su čak proučavali i jezik Guaraní indijanaca ne bi li stvorili upotrebljivo pismo i rječnik jednog živog indijanskog jezika. Misionari nisu ograničili znanje koje su pružili indijancima samo na vjersko obrazovanje, nego su pružili okvire društvenih pravila javnog života, kulture, obrazovanja i općenito su jako utjecali na razvitak Paragvaja. Domorodci, koji su do tada živjeli nomadskim životom, našli su se u strogo organiziranim društvenim zajednicama od 2000-3000 stanovnika, izgrađenima uz isusovačke misije duboko u džungli. Ovi misionari su osnovali oko trideset misija na području današnjeg Paragvaja, Brazila i Argentine. Usprkos progonu isusovaca i propasti misija, mnoge građevine su preživjele a one koje su bile oštećene su obnovljene.
Od njih su misije u Paragvaju (kao što su Jesús i Trinidad, te Santos Cosme y Damián) najbolje sačuvane.

## Odlike

### Santísima Trinidad del Paraná
Misija La Santísima Trinidad del Paraná je bila najveća od svih koje su osnovali isusovci u Južnoj Americi i bila je prijestolnica pokrajine Guayrá. Osnovana je 1706., a domorodačko stanovništvo se 1712. godine doselilo iz misije sv. Karla (San Carlos) koja se danas nalazi u Argentini.
Ova redukcija ima ponajbolje sačuvan oblik središnjeg trga (Plaza Mayor) oko kojega su razmještene glavna crkva s kriptom, manja crkva, škola i klaustar, groblja, kuhinjski vrt, zvonik, te radionice i kuće domorodaca.
Njezina najveća isusovačka crkva, djelo znamenitog isusovačkog arhitekta, Juana Bautiste Primolija, je sagrađena od fino klesanog kamena, te je imala skladnu kupolu i raskošne ukrase. Također, njezin kružni oltar isklesan je iz jednog jedinog komada kamena. Na njemu je prikazan i aktualna tema tog vremena, progon indijanaca. Ruševine ove misije svjedoče o njenoj obrazovnoj ulozi pri čemu je dolazilo i do originalnih rješenja u kojima su se spajali umjetnički elementi europljana i indijanaca.
Ispred crkve je središnji kvadratični trg, središte grada, muzej u staroj sakristiji i skulpture, te model u razmjeru koji prikazuje cijelu misiju iz vrmena svog vrhunca. 
Ove ruševine se konstantno obnavljaju i održavaju.

### Reducción de Jesús de Tavarangue
Misija Jesús de Tavarangue je osnovana 1685., ali je nekoliko godina kasnije premještena na sadašnju lokaciju.
Crkva ove misije je bila u izgradnji kada su isusovci protjerani iz pokrajine Río de la Plata. Da je dovršena bila bi jedna od najvećih crkava svog vremena s glavnim brodom duljine oko 70 i širine od oko 24 metra. Planirana je po modelu prve isusovačke crkve Il Gesu u Rimu. Trostruki portal na pročelju je djelomice sačuvan i jako je dojmljiv, kao i kamena propovjedaonica, friz anđela, i kamenje isklesano u obliku ruža na vratima i zvoniku. 

### Reducción de Santos Cosme y Damián
Redukcija Santos Cosme y Damián ("Svetih Kuzme i Damjana") je osnovana 1632. na teriroriju Brazila ali premještena na današnju lokaciju 1740. godine. Crkva joj nikada nije dovršena, a pored nje se nalazi jedno krilo kolegija, groblje i indijanske kuće. Njezina važnost je u tome što je ostala središte vjerskog obožavanja ne samo za selo, nego i za cijelu pokrajinu, dugo nakon progona isusovaca.
Današnja crkva ove misije, koja je još uvijek u uporabi, ima mnogo modernih dodataka, ali je nedavno obnovljena u izvornom obliku i starim materijalima.

## Poveznice
- Isusovačke misije Chiquitosa (Bolivija)
- Isusovačke misije Guarana (Argentina i Brazil)

## Vanjske poveznice
- Testimonio Arqueologicos (šp.)
- Galerija fotografija na SG-SAG
- FACULTAS PHILOSOPHICA (PDF)
- Corazonez.org (šp.)
- Ricon del Vago  Arhivirana inačica izvorne stranice od 5. ožujka 2016. (Wayback Machine) (šp.)